# The Awakening (James Morrison)
The Awakening è il terzo album studio del cantante inglese James Morrison, pubblicato il 26 settembre 2011 dalla Island Records.
Il primo singolo estratto è stato I Won't Let You Go, inviato alle radio il 25 agosto 2011, mentre il 15 ottobre 2011 entra in rotazione radiofonica il secondo singolo, Up (ft. Jessie J). Il primo singolo riservato esclusivamente alla Francia, "Slave to the music", viene poi pubblicato nel resto del mondo come terzo singolo. Il quarto estratto, "One Life", è anche l'ultimo brano per il quale viene registrato un video musicale, dal momento che l'ultimo estratto "Beautiful Life" viene riservato alla pubblicazione nella sola Olanda.

## Tracce
1. In My Dreams – 4:44
2. 6 Weeks – 3:13
3. I Won't Let You Go – 3:49
4. Up (feat. Jessie J) – 3:38
5. Slave to the Music – 3:23
6. Person I Should Have Been – 3:46
7. Say Something Now – 4:01
8. Beautiful Life – 2:42
9. Forever – 3:41
10. The Awakening – 5:10
11. Right By Your Side – 4:59
12. One Life – 3:18
13. All Around the World (traccia bonus) – 3:17

## Classifiche
| Paese             | Posizione raggiunta |
| ----------------- | ------------------- |
| Austria           | 5                   |
| Belgio (Fiandre)  | 23                  |
| Belgio (Vallonia) | 20                  |
| Danimarca         | 17                  |
| Finlandia         | 43                  |
| Francia           | 77                  |
| Irlanda           | 2                   |
| Italia            | 13                  |
| Norvegia          | 23                  |
| Nuova Zelanda     | 29                  |
| Paesi Bassi       | 7                   |
| Portogallo        | 25                  |
| Regno Unito       | 1                   |
| Spagna            | 37                  |
| Svezia            | 57                  |
| Svizzera          | 1                   |